# 賀達
贺达（？—233年），会稽郡山阴人，孙吴将军。贺齐长子。

## 生平
嘉禾二年（233年）三月，孙权派太常张弥、执金吾许晏、将军贺达率领大军万人，携带金银财宝、奇珍异贷及九锡齐备，乘船渡海至辽东郡，赏赐公孙渊，封公孙渊为燕王。公孙渊自知吴国相距遥远，于是斩张弥、许晏、贺达等人，首级送到曹魏京城，吞并了吴国的士兵及金银财宝。贺达弟弟贺景，位至灭贼校尉。贺景子贺邵。贺达子贺质，位至虎牙将军。

## 同僚
- 张弥，官至太常，和贺达一起被害。
- 许晏，官至执金吾，和贺达一起被害。